# Charles M. Rice
Charles Moen Rice (ur. 25 sierpnia 1952 w Sacramento) – amerykański wirusolog, laureat Nagrody Nobla w dziedzinie fizjologii lub medycyny w 2020 roku. Profesor Uniwersytetu Rockefellera w Nowym Jorku.
W 1981 doktoryzował się w California Institute of Technology i od 1986 prowadził badania na Washington University School of Medicine, gdzie w 1995 został profesorem. W latach 2001–2018 był dyrektorem centrum badań nad zapaleniem wątroby typu C na Uniwersytecie Rockefellera. 
5 października 2020 został ogłoszony wraz z Harveyem Alterem i Michaelem Houghtonem laureatem Nagrody Nobla w dziedzinie fizjologii lub medycyny „za odkrycie wirusa zapalenia wątroby typu C”.